# Roswitha Strauß
Roswitha Strauß (gebürtig Roswitha Strelow; * 30. Mai 1946 in Stade/Niedersachsen) ist eine deutsche Politikerin (CDU).
Nach dem Erreichen der mittleren Reife studierte Strauß an der Textilfachschule Neumünster. 1966 erreichte sie das Examen als Chemotechnikerin. Sie übte ihre berufliche Praxis in der pharmazeutischen Industrie, der Forschung und der Produktionskontrolle aus und baute nach ihrer Eheschließung einen mittelständischen Betrieb auf. Fünf Jahre lang war sie Ehrenamtliche Richterin am Arbeitsgericht Neumünster.
Strauß war zunächst Mitglied in der Jungen Union, ehe sie 1968 in die CDU eintrat, wo sie Vorstandsmitglied des CDU im Kreisverband Segeberg war. Von 1974 bis 1982 und von 1990 bis 2003 war sie Gemeindevertreterin in Alveslohe. Von 1996 bis 2005 saß sie im Landtag von Schleswig-Holstein, wo sie Vorsitzende des Wirtschaftsausschusses war. 1996 wurde sie im Landtagswahlkreis Segeberg-West direkt gewählt, 2000 zog sie über die Landesliste ein.
Sie war vom Oktober 2011 bis Dezember 2017 Mitglied des Beirates des Offenen Kanals Schleswig-Holstein.

## Auszeichnungen
- 2007: Verdienstmedaille des Verdienstordens der Bundesrepublik Deutschland